# Tricia Griffith
Tricia Griffith (née en 1965) est une chef d'entreprise américaine, présidente-directrice générale de Progressive. Elle est nommée à ce poste en mai 2016 et a pris ses fonctions le 1er juillet 2016. Sa nomination a fait l'objet d'une large couverture médiatique,. Elle a remplacé Glenn Renwick à ce poste.
En 2016, le magazine américain Fortune l'a classée 18e femme la plus puissante des États-Unis ; c'est la nouvelle entrante la mieux classée.

## Études
Elle étudie à la l'Université d'État de l'Illinois où elle obtient son diplôme de premier cycle et suit un programme de gestion avancé à l'Université de Pennsylvanie et à la Wharton School of Business.

## Carrière
En 1988, elle commence comme  représentante chargée du règlement des sinistres au sein Progressive Corporation qui est un des plus importants fournisseurs d'assurance automobile aux États-Unis. Elle est nommée représentante du personnel et après un certain nombre de postes de direction, elle devient Directrice des ressources humaines en 2002à 2008. Elle devient directrice des opérations clients jusqu'au 1er avril 2015, date à laquelle elle est promue vice -présidente de Progressive Corporation jusqu'en juin 2016. Elle est nommée ensuite présidente directrice générale et prend ses fonctions le 1er juillet 2016.